# Оболенський Євген В’ячеславович
Євге́н В'ячесла́вович Оболе́нський (30 березня 1973, Солігорськ) — білоруський політик і електрик. Голова Постійної комісії Палати представників Національних зборів Республіки Білорусь з питань промисловості, паливно-енергетичного комплексу, транспорту і зв'язку.

## Біографія
Народився 30 березня 1973 року в м. Солігорську. Закінчив Білоруську державну політехнічну академію за спеціальністю інженер-електрик; Московський державний відкритий університет за фахом гірничий інженер-електрик; Академію управління при Президенті Республіки Білорусь за фахом спеціаліст в галузі державного управління.
Працював електрослюсарем (слюсарем), черговим з ремонту обладнання, майстром зміни, заступником начальника ділянки підйому № 2 Четвертого рудоуправління республіканського унітарного підприємства «Бєларуськалій» у м. Солігорську.
Був депутатом Солігорської міської ради депутатів двадцять четвертого скликання, заступником голови Солігорської районної ради депутатів, депутатом Мінської обласної ради депутатів двадцять п'ятого скликання, депутатом Палати представників Національних зборів Республіки Білорусь четвертого скликання від Солігорського міського виборчого округу № 68.
Одружений, має двох дочок.